# Bonnie Scotland (häst)
Bonnie Scotland, född 1853, död 1 februari 1880, var ett engelskt fullblod, mest känd för att ha varit en framstående avelshingst. Han var ledande avelshingst i Nordamerika under två år (1880, 1882).

## Bakgrund
Bonnie Scotland var en brun hingst efter Iago och under Queen Mary (efter Gladiator). Han föddes upp av William l'Anson.
Bonnie Scotland startade 4 gånger under sin tävlingskarriär och tog 2 segrar och en andraplats. Han tog karriärens största segrar i Liverpool St Leger (1856) och Doncaster Stakes (1856).

## Karriär
Bonnie Scotland tog sin första seger i Liverpool St Leger, följt av en andraplats i St Leger Stakes på Doncaster. Hans sista start var i Doncaster Stakes, som reds över 12 furlongs. Han segrade i löpet, men gick sedan omkull, vilket tvingade honom att avsluta tävlingskarriären.

### Som avelshingst
Bonnie Scotland stod uppstallad som avelshingst England under sitt första år. I England blev han dock inte så populär, och blev endast far till två föl i sin första kull. 1857 såldes han till Eugene Leigh och exporterades till USA. Han stallades upp som avelshingst på Fashion Stud i Ohio från 1858 till 1867, och flyttade sedan till Kentucky och senare Illinois.
1873, vid 20 års ålder, köptes han av William G. Harding från Belle Meade Stud i Tennessee, en av den tidens stora avelsverksamheter. Bonnie Scotland stannade kvar på Belle Meade under resten av sitt liv, och dog den 1 februari 1880.
Bonnie Scotland var ledande avelshingst i Nordamerika 1880 och 1882, och tvåa på samma lista både 1868 och 1871. Han blev far till 21 stakesvinnare, inklusive Belmont Stakes-vinnaren George Kinney och Hall of Fame-invalda Luke Blackburn.